# Cleithracara
Cleithracara es un género de peces de agua dulce perteneciente a la familia de los cíclidos. Comprende una sola especie,  Cleithracara maronii, endémica de América del Sur, distribuida por la cuenca del río Orinoco desde Guyana a la Guyana francesa. La especie es bastante popular como pez de acuario.